# Hippolyte Montplaisir
Pour l’article homonyme, voir Montplaisir.
Hippolyte Montplaisir (7 mars 1839-20 juin 1927) est un agriculteur et homme politique fédéral et municipal du Québec.

## Biographie
Né à Cap-de-la-Madeleine dans le Bas-Canada, il étudie à Trois-Rivières et devient par la suite fermier. Il entama sa carrière politique en servant comme maire de Cap-de-la-Madeleine pendant 25 ans. Il fut aussi administrateur du comté de Champlain pendant 6 ans.
Élu député du Parti libéral-conservateur dans la circonscription fédérale de Champlain en 1874, il fut réélu en 1878, 1882 et en 1887. Il ne se représenta pas en 1891 pour accepter, en 1892, le poste de sénateur de la division de Shawinegan, poste offert par le premier ministre John A. Macdonald. Il est mort en fonction en 1927 à l'âge de 88 ans.